# Sainte-Félicité (La Matanie)
Pour les articles homonymes, voir Sainte-Félicité.
Sainte-Félicité est une municipalité de la province de Québec, au Canada, située dans la municipalité régionale de comté de La Matanie, au Bas-Saint-Laurent.

## Toponymie
D'abord désigné Pointe-au-Massacre le nom est changé pour Sainte-Félicité en 1860. Son nom rappel sainte Félicité.

## Histoire
Selon plusieurs études sur le sujet, Jacques Cartier aurait voyagé jusqu'aux hauteurs de Cap à la baleine. Le lieu obtient le statut de municipalité de paroisse en 1868.

## Géographie
La municipalité est implantée sur le littoral sud de l'estuaire maritime du Saint-Laurent, près des contreforts des monts Chic-Chocs. Elle est parsemée de ruisseaux.

### Hameaux
- Cap-à-la-Baleine
- L'Anse-à-la-Croix
- Le Grand-Deuxième
- Le Petit-Deuxième
- Sainte-Félicité-Ouest

## Démographie
| 1996  | 2001  | 2006  | 2011  | 2016  | 2021  |
| ----- | ----- | ----- | ----- | ----- | ----- |
| 1 330 | 1 256 | 1 201 | 1 175 | 1 087 | 1 100 |

## Administration
Les élections municipales se font en bloc pour le maire et les six conseillers.
| Sainte-Félicité Maires depuis 2003                                                                                   |                            |         |                 |
| Élection | Maire                      | Qualité | Résultat        |
| 2003 | Carol Gauthier             |         | Voir            |
| 2005 | Réginald Desrosiers        |         | Voir            |
| 2009 | Claudine Desjardins        |         | Voir            |
| 2013 | Réginald Desrosiers        |         | Voir            |
| 2017 | Aucun candidat à la mairie |         | Voir            |
| 2018 | Andrew Turcotte            |         | Sans opposition |
| 2021 | Andrew Turcotte            | Voir    |                 |
| Élection partielle en italique Depuis 2005, les élections sont simultanées dans toutes les municipalités québécoises |                            |         |                 |

## Économie
La municipalité fonde son économie notamment sur la pêche, la forêt et l'agriculture.

## Personnalités
Sainte-Félicité est le lieu de naissance d'Isabelle Boulay et de Viateur Lefrançois.